# Podbiel
Podbiel (in ungherese Podbjel) è un comune della Slovacchia facente parte del distretto di Tvrdošín, nella regione di Žilina.